# Historia de la filosofía occidental
La historia de la filosofía occidental es la historia de las tradiciones filosóficas desarrolladas y extendidas por Occidente. Se desarrolló de manera relativamente independiente de otras culturas de Eurasia, agrupadas en contraste con la historia de la filosofía oriental. Se remonta a más de 2500 años de antigüedad en Grecia y se puede dividir en cinco grandes periodos: filosofía antigua, medieval, renacentista, moderna y contemporánea, que se corresponden con la periodización de la historia de Europa: Edad Antigua, Edad Media, Renacimiento, Edad Moderna y Edad Contemporánea.
La base griega común ha transmitido a la tradición filosófica occidental un método de pensamiento marcado por el antidogmatismo y la sensibilidad hacia una serie de cuestiones ontológicas y éticas que la han caracterizado respecto a otras tradiciones filosóficas. No se puede pasar por alto entonces, como segundo sustrato de la filosofía occidental, la tradición judaico-cristiana, que ya en la antigüedad tardía estableció una compleja relación con el pensamiento secular, introduciendo una serie de conceptos novedosos en el pensamiento filosófico e iniciando esa dialéctica entre fe y razón diversamente resuelta a lo largo de los siglos. 

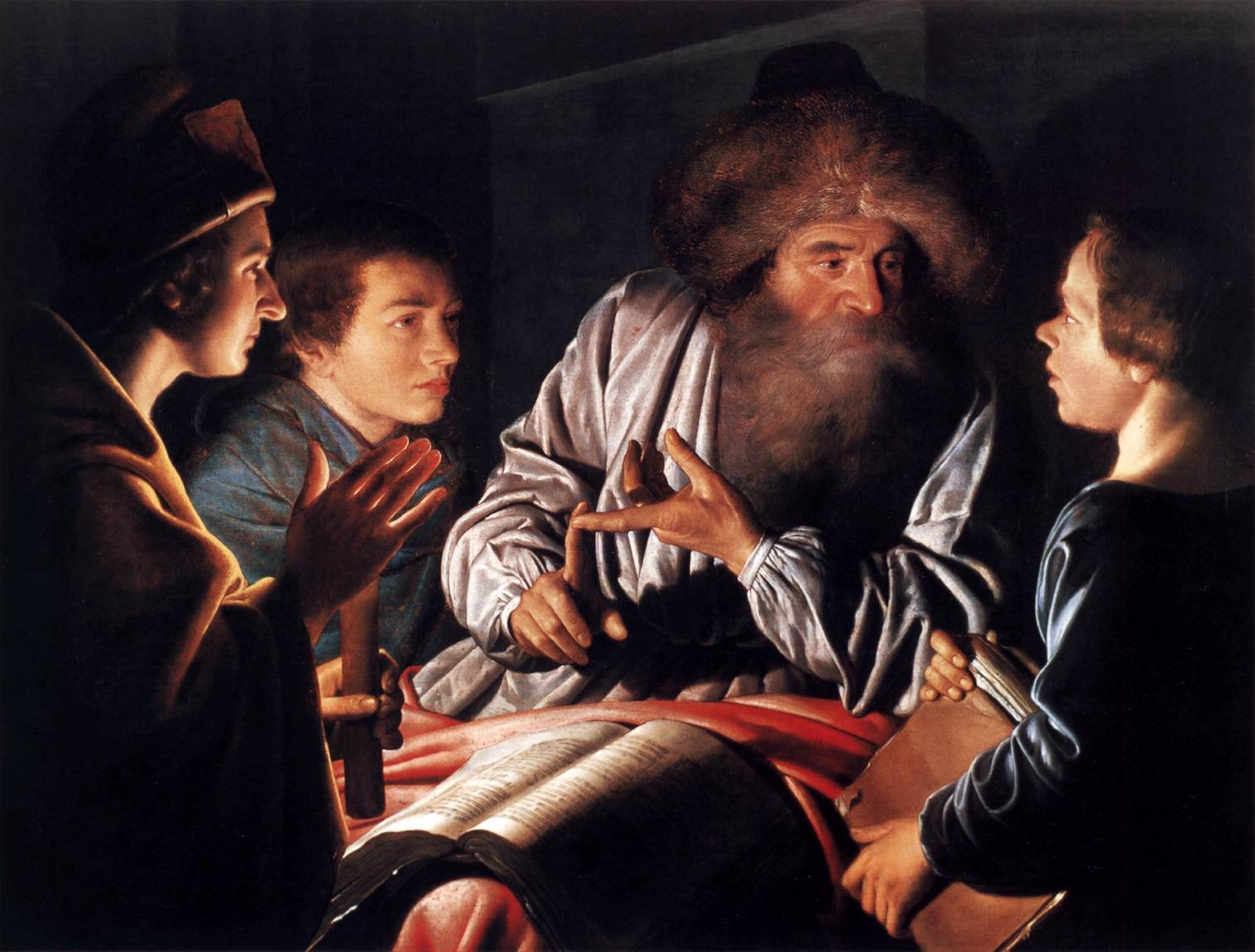
'Filósofo y alumnos, pintura de Willem van der Vliet (1626)

## Filosofía antigua
La filosofía antigua es el período de la historia de la filosofía occidental que corresponde a la Edad Antigua. Comprende la filosofía griega (presocrática y helenística) y la filosofía romana. Duró más de 1100 años, desde alrededor del año 600 a. C. (con Tales de Mileto) hasta el siglo VI d. C., cuando los últimos neoplatónicos estaban activos. Sus principales ubicaciones fueron la antigua Grecia y el Imperio romano.
La filosofía de la antigüedad fue limitada geográficamente en el Mediterráneo. Los filósofos de la antigüedad pueden dividirse a grandes rasgos en diferentes grupos. Primero, los filósofos anteriores a Sócrates, llamados «presocráticos» (alrededor del 600 - 400 a. C.) y conocidos por dar «el paso del mito al logos». Luego, el período clásico griego, que comienza con Sócrates (alrededor del 500 - 300 a. C.). Platón, alumno de Sócrates, y Aristóteles, alumno de Platón, se convirtieron en dos de los filósofos más importantes e influyentes, conocidos como los «socráticos mayores». Otros contemporáneos fueron los sofistas y los «socráticos menores» (megáricos, cínicos y cirenaicos). Finalmente, la filosofía del período helenístico siguió al período clásico, seguida por la filosofía de la antigüedad tardía, que incluyen a los epicúreos, los estoicos, los escépticos y los neoplatónicos.
Otras tradiciones filosóficas importantes de la antigüedad fueron la filosofía china y la filosofía india, influyentes fueron las culturas del judaísmo, el antiguo Egipto, el Imperio persa y Mesopotamia. En las regiones del Creciente Fértil, Irán y Arabia surgió la literatura filosófica de los libros sapienciales y que hoy domina la cultura islámica. La literatura sapiencial temprana del Creciente Fértil era un género que buscaba instruir a las personas sobre la acción ética, la vida práctica y la virtud a través de historias y proverbios. En el Antiguo Egipto, estos textos eran conocidos como sebayt («enseñanzas») y son fundamentales para nuestra comprensión de la filosofía del Antiguo Egipto. La astronomía babilónica también incluyó muchas especulaciones filosóficas sobre la cosmología que pudieron haber influido en los antiguos griegos. 
La filosofía judía y la filosofía cristiana son tradiciones religio-filosóficas que se desarrollaron tanto en Oriente Medio como en Europa, que comparten ciertos textos judaicos primitivos (principalmente el Tanaj) y creencias monoteístas. Los pensadores judíos como los Geonim de las Academias Talmúdicas en Babilonia y el filósofo Maimónides estudiaban la filosofía griega e islámica. Más tarde, la filosofía judía estuvo bajo fuertes influencias intelectuales occidentales e incluye las obras de Moisés Mendelssohn, quien marcó el comienzo de la Haskalá (también conocida como la ilustración judía), el existencialismo judío y el judaísmo reformista.

### Filosofía presocrática
Se dice que la filosofía occidental comenzó en las ciudades griegas de Asia Menor (Xonia) con Tales de Mileto ("todo es agua"), que vivió alrededor del 585 a. C.. Sus alumnos más famosos fueron Anaximandro y Anaximenes de Mileto ("todo es aire").
En los siglos siguientes hubo otros pensadores y escuelas filosóficas en Grecia. Entre los más importantes se encuentran:
- Heráclito, que enfatizaba el carácter transitorio y caótico de todas las cosas ("todo fluye"; "todo es fuego"; "no podemos entrar en el mismo río dos veces").
- Anaxágoras, que afirmaba que la realidad estaba tan ordenada que debía ser gobernada en todos sus aspectos por la mente.
- El pluralistas y el atomistas (Empédocles, Demócrito), que trataban de entender el mundo como una composición de innumerables partes interactuantes; y la eleática. Parménides y Zenón de Elea que coincidían en que "todo es uno y el cambio es imposible". Parménides y su escuela enfatizaron el carácter absoluto, permanente y duradero del mundo de la verdad ("ser es, no ser no es").
- Los sofistas; profesores ambulantes de variadas afinidades filosóficas, se hicieron famosos (quizá injustamente) por afirmar que la verdad no era más que una opinión y por enseñar a la gente a pretender demostrar cualquier conclusión que desearan.

Todo este movimiento se concentró cada vez más en Atenas, que se convirtió en la ciudad-estado dominante de Grecia.

## Filosofía medieval

### Patrística
En Europa, la filosofía medieval fue anticipada por el pensamiento Patrístico, que se desarrolló tras la expansión del Cristianismo dentro del Imperio Romano, y cuyo máximo exponente fue Agustín de Hipona: se convirtió en obispo Neoplatonista, y reconcilió la filosofía griega con el fe cristiana. Según Agustín hay límites más allá de los cuales la razón no puede ir, pero si Dios ilumina nuestra alma con fe podrá saciar nuestra sed de conocimiento. Y afirmó que el mal es sólo la ausencia de Dios, debida a la desobediencia humana. A causa del pecado original, ningún hombre es digno de salvación, pero Dios puede elegir de antemano a quién salvar; esto no quita que sigamos poseyendo un libre albedrío.

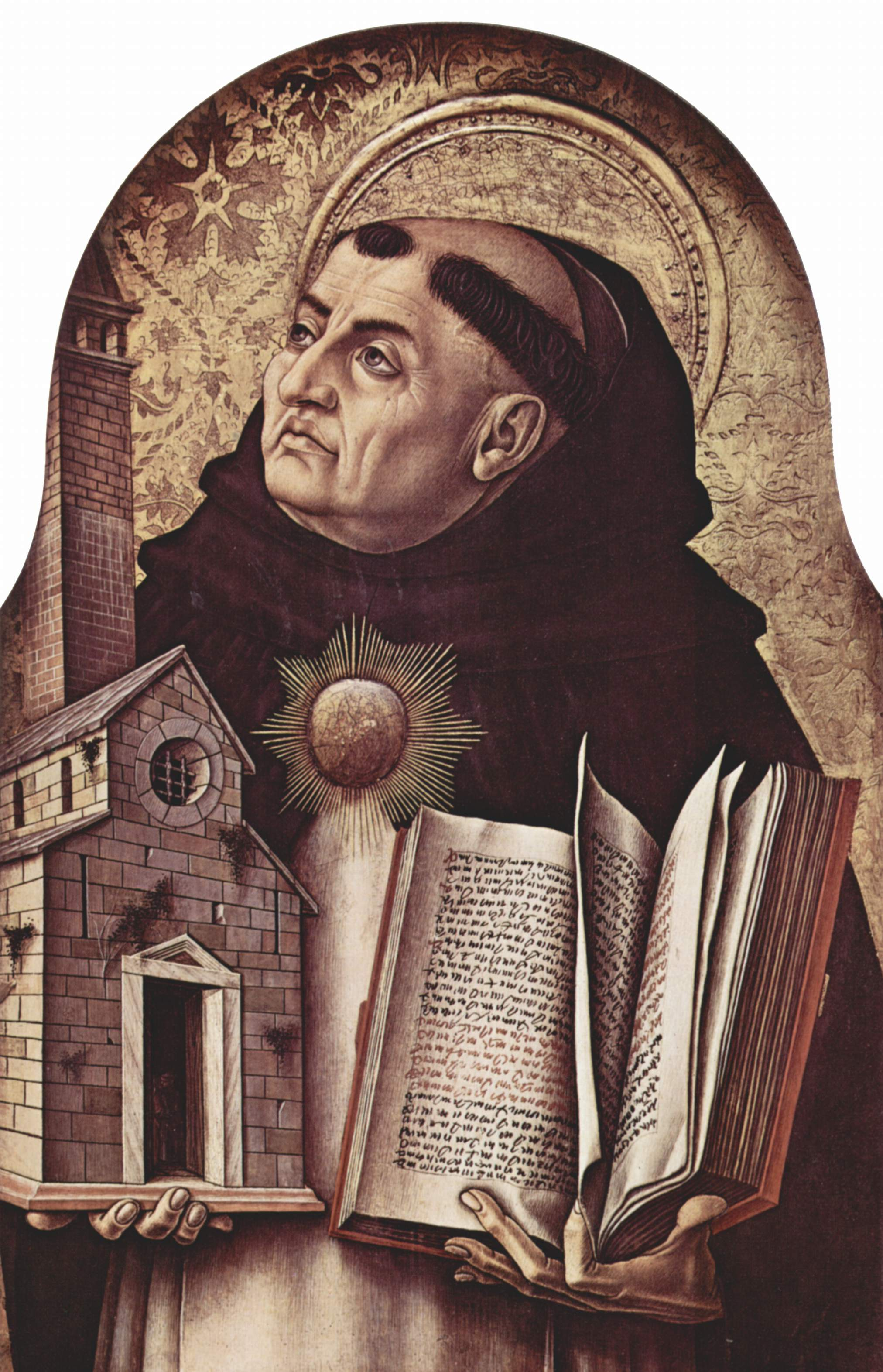
Tomás de Aquino

### Escolástica
A partir del año 1000 es especialmente significativo el nacimiento de la Escolástica, a la que Tomás de Aquino hizo una aportación fundamental. Según Tomás, no hay contradicción entre fe y razón, por lo que la filosofía puede llegar a menudo a las mismas verdades contenidas en la Biblia; por ello concilió la revelación cristiana con la doctrina de Aristóteles. Este último, partiendo de la estudio de la naturaleza, el intelecto y la lógica, había desarrollado un conocimiento siempre válido y universal, fácilmente asimilable por la teología cristiana: por ejemplo, el paso de poder a acto es una escalera ascendente que va de las plantas y los animales a los seres humanos, a los ángeles y a Dios. Tienen un conocimiento intuitivo, que les permite conocer inmediatamente aquello a lo que tenemos que llegar mediante el ejercicio de la razón.
Desde algunos puntos de vista, la Edad Media terminó cuando la fe se separó de la razón, cuando la metafísica y la teología se convirtieron en disciplinas distintas.
Otros nombres importantes de la época medieval son Avicena y Averroes en el ámbito islámico,  Maimónides en el judío, Pedro Abelardo, Buenaventura de Bagnoregio y Duns Escoto en el cristiano.

## Filosofía renacentista
La filosofía renacentista, o filosofía del Renacimiento, es la filosofía que se desarrolló principalmente entre los siglos XV y XVI, comenzando en Italia y avanzando hacia el resto de Europa.
En el Renacimiento, la filosofía todavía era un campo muy amplio que abarcaba los estudios que hoy se asignan a varias ciencias distintas, así como a la teología. Teniendo eso en cuenta, los tres campos de la filosofía que más atención y desarrollo recibieron fueron la filosofía política, el humanismo y la filosofía natural.
En la filosofía política, las rivalidades entre los estados nacionales, sus crisis internas y el comienzo de la colonización europea de América renovaron el interés por problemas acerca de la naturaleza y moralidad del poder político, la unidad nacional, la seguridad interna, el poder del Estado y la justicia internacional. En este campo destacaron los trabajos de Nicolás Maquiavelo, Jean Bodin y Francisco de Vitoria.
El humanismo fue un movimiento que enfatizó el valor y la importancia de los seres humanos en el universo, en contraste con la filosofía medieval, que siempre puso a Dios y al cristianismo en el centro. Este movimiento fue, en primer lugar, un movimiento moral y literario, protagonizado por figuras como Erasmo de Róterdam, Santo Tomás Moro, Bartolomé de las Casas y Michel de Montaigne.
La filosofía de la naturaleza del Renacimiento quebró con la concepción medieval de la naturaleza en términos de fines y ordenamiento divino, y comenzó a pensar en términos de fuerzas, causas físicas y mecanismos. Hubo además un retorno parcial a la autoridad de Platón por sobre Aristóteles, tanto en su filosofía moral, en su estilo literario como en la relevancia dada a la matemática para el estudio de la naturaleza. Nicolás Copérnico, Giordano Bruno, Johannes Kepler, Leonardo da Vinci y Galileo Galilei fueron precursores y protagonistas en esta revolución científica, y Francis Bacon proveyó un fundamento teórico para justificar el método empírico que habría de caracterizar a la revolución. Por otra parte, en la medicina, el trabajo de Andreas Vesalius en anatomía humana revitalizó la disciplina y brindó más apoyo al método empírico. La filosofía de la naturaleza renacentista tal vez se explica mejor por dos proposiciones escritas por Leonardo da Vinci en sus cuadernos:
- Todo nuestro conocimiento tiene sus orígenes en nuestras percepciones.
- No hay certeza en la que no se puedan usar ninguna de las ciencias matemáticas ni ninguna de las ciencias derivadas de las ciencias matemáticas.

De manera similar, Galileo basó su método científico en experimentos, pero también desarrolló métodos matemáticos para su aplicación a problemas de física, un ejemplo temprano de física matemática. Estas dos formas de concebir el conocimiento humano formaron el fondo para el inicio del empirismo y el racionalismo, respectivamente.

## Filosofía moderna
La filosofía moderna es aquella filosofía desarrollada durante la Edad Moderna y asociada con la modernidad. No es una doctrina concreta o escuela (por lo que no debe ser confundida con movimientos específicos como el Modernismo), a pesar de que muchos autores de esta era comparten ciertos supuestos comunes, lo cual ayuda para distinguirla de filosofía anterior y posterior.

## Filosofía contemporánea
La filosofía contemporánea es el período actual de la historia de la filosofía. Por extensión, se llama también con este nombre a la filosofía producida por filósofos que aún están vivos. Es el período que sigue a la filosofía moderna, y su inicio se suele fijar a finales del siglo XIX o principios del siglo XX.
Las tradiciones filosóficas más significativas y abarcadoras del siglo XX fueron la filosofía analítica en el mundo anglosajón, y la filosofía continental en la Europa continental. El siglo XX también vio el surgimiento de nuevas corrientes filosóficas, como el positivismo lógico, la fenomenología, el existencialismo, el postestructuralismo, el materialismo filosófico o el actualismo. 

## Papel de la mujer
Aunque la historia de la filosofía hasta el Renacimiento estuvo dominada por figuras masculinas, no faltaron ejemplos filosóficos autorizados: las pitagóricas Téano y Timica; las platónicas Aspasia de Mileto, Axiotea de Fliunte, Hiparquía, Diotima, Hipatia; la mística Hildegarda de Bingen; en el Renacimiento, Mary Astell.